# Tipula mecoglossa
Tipula mecoglossa är en tvåvingeart som beskrevs av Alexander 1967. Tipula mecoglossa ingår i släktet Tipula och familjen storharkrankar.
Artens utbredningsområde är Colombia. Inga underarter finns listade i Catalogue of Life.